# Кабасница
Кабàсница или Кладòшница (на гръцки: Πρώτη, Проти, до 1928 година Καμπάσνιτσα, Кабасница) е село в Егейска Македония, Република Гърция, в дем Лерин (Флорина), област Западна Македония.

## География
Селото е разположено на 5 километра северно от демовия център Лерин (Флорина), в подножието на планината Пелистер, в западния край на Леринското поле близо до границата със Северна Македония. В селото е разположен Кабаснишкият манастир „Свети Марк“.

## История

### В Османската империя
Два хрисовула на Стефан Душан от 1343 – 44 и 1344 – 45 година споменават селото под името Клъбасница. Селото се споменава в османски дефтер от 1481 година с 80 домакинства.
В XIX век Кабасница е голямо чисто българско село в Леринска каза, Османската империя. Александър Синве („Les Grecs de l’Empire Ottoman. Etude Statistique et Ethnographique“), който се основава на гръцки данни, в 1878 година пише, че в Ембасница (Embasnitza), Мъгленска епархия, живеят 360 гърци.
В „Етнография на вилаетите Адрианопол, Монастир и Салоника“, издадена в Константинопол в 1878 година и отразяваща статистиката на населението от 1873 година, Кладошница (Kladochnitza) е посочено като село с 40 домакинства със 110 жители българи. Според статистиката на Васил Кънчов („Македония. Етнография и статистика“) в 1900 година Кладошница има 620 жители българи.
На Етнографската карта на Битолския вилает на Картографския институт в София от 1901 година Къбасница е чисто българско село в Леринската каза на Битолския санджак с 60 къщи.
По данни на секретаря на Българската екзархия Димитър Мишев („La Macédoine et sa Population Chrétienne“) в 1905 година в Кабасница (Kabasnitza) има 520 българи патриаршисти гъркомани и в селото работи гръцко училище.
При избухването на Балканската война в 1912 година един човек от Кабасница е доброволец в Македоно-одринското опълчение.

## В Гърция
През войната селото е окупирано от гръцки части и остава в Гърция след Междусъюзническата война. Боривое Милоевич пише в 1921 година („Южна Македония“), че Кбасница има 80 къщи славяни християни. В 1928 година селото е прекръстено на Проти. След Втората световна война значителна част от жителите му емигрират отвъд океана. Учителят в селото Павле Аспров от Лаген, поради непривързаност към новата гръцка власт е убит.
Според изследване от 1993 година селото е чисто „славофонско“, като „македонският език“ в него е запазен на средно ниво.
| Име        | Име           | Ново име       | Ново име        | Описание                                                   |
| ---------- | ------------- | -------------- | --------------- | ---------------------------------------------------------- |
| Баждровица | Μπανστροβίτσα | Фтеругес Никис | Φτερούγες Νίκης | местност в Баба на ЮЮЗ от Кабасница                        |
| Ламята     | Λαμιάτα       | Ламия          | Λάμια           | местност в Баба на ЮЗ от Кабасница                         |
| Ракити     | Ρακίδι        | Лигариес       | Λυγαριές        |                                                            |
| Ячево      | Γιάτσεβο      | Аеродромиу     | Άεροδρόμιου     | местност на И от Кабасница                                 |
| Обесенка   | Όβεσένκα      | тон 15         | των 15          | местност, където по време на окупацията са обесени 15 души |

### Преброявания
- 1913 – 637 души
- 1920 – 617 души
- 1940 – 802 души
- 1951 – 743 души
- 1961 – 303 души
- 1971 – 143 души
- 1981 – 137 души
- 2001 – 103 души
- 2011 – 120 души

## Личности
Родени в Кабасница
- Гуле (Григор) Кирков Василев (1892 – ?), македоно-одрински опълченец, 1 рота на 11 сярска дружина, носител на орден „За храброст“ IV степен.[17] Носител на орден „За храброст“ III степен от Първата световна война.[18]
- поп Тодор (? – 1898/1899), учител в Горно Неволяни и свещеник в Лерин[19]
- Йоан Икономов, свещеник и деец на гръцката пропаганда